# Minimalo Alice Somé
Minimalo Alice Somé, née le 13 mars 1967 à Tiassalé en Côte d'Ivoire, est la première femme docteure en philosophie du Burkina Faso. Elle est membre du Laboratoire de philosophie (LAPHI) à l’Université Joseph Ki-Zerbo.   

## Biographie
Minimalo Alice Somé, née le 13 mars 1967, poursuit ses études secondaires au collègue Sainte-Marie de Tounouma Filles à Bobo-Dioulasso de 1981 à 1985. En 1985, elle obtient le Brevet d’études du premier cycle (BEPC) et admise au concours d’entrée au Cours normal de Ouagadougou pour une formation des enseignants du primaire effectuée finalement à l’École nationale des enseignants du primaire (ENEP). Elle enseigne de 1986 à 1998 à Tonkar (secteur 7 de la ville de Gaoua), Markoye, Djibo, Ouagadougou. Elle réussit le concours professionnel des Instituteurs principaux (IP) en 1998. 
En 2008, elle soutient son mémoire de maîtrise sur « Éducation et citoyenneté chez Kant » sous la direction du professeur Jacques Nanema. Après avoir soutenu le Diplôme d’études appliquées (DEA) qui portait sur « Politique et Paix chez Kant » toujours sous la direction de Jacques Nanema, elle est mise à la disposition du ministère de la Recherche scientifique et de l’Innovation (MRSI) et affectée à l’Institut des sciences des sociétés (INSS) du Centre national de la recherche scientifique et technologique (CNRST) le 8 février 2013. 
En septembre 2015, elle représente les guides du Burkinabé à la conférence internationale du guidisme catholique. Elle prépare un doctorat en philosophie morale et politique dont la thèse, soutenue le 18 mars 2017 est intitulée « Liberté chez Kant et enjeux pour la démocratie en Afrique » sous la direction de Jacques Nanema et la codirection de Laetare Basile Guissou. Elle devient ainsi la première docteure burkinabè en philosophie de l’Université Joseph Ki-Zerbo. Depuis le 18 juillet 2018, elle est lauréate du Conseil africain et malgache pour l'enseignement supérieur (CAMES) en qualité de chargée de recherche. Elle est membre du Laboratoire de philosophie (LAPHI) de l’Université Joseph Ki-Zerbo. Fin 2019, en tant que membre de l'Institut des Sciences des Sociétés/Laboratoire de philosophie UOI-JKZ, elle intègre le comité d'organisation du colloque « Philosophie et sociétés en crise ».

## Publications
- « La contribution de la jeunesse à la consolidation de la démocratie en Afrique : quelles stratégies ? », dans Fernand Sanou, Alain Joseph Sissao, Développement endogène de l’Afrique et mondialisation. Une relecture de la pensée du Professeur Joseph Ki-Zerbo, Ouagadougou, Presses Universitaires de Ouagadougou, 2016 (ISBN 978-2-9537842-4-4), p. 1003-1018
- « Le recours au droit de résistance en Afrique : maturité politique du peuple ? », dans Mahamadé Savadogo et de Aristide Yoda, Mouvements sociaux et changements politiques en Afrique, Ouagadougou, Presses Universitaires de Ouagadougou, 2017 (ISBN 979-10-90524-31-6), p. 91-107
- « Culture et développement selon Kant : pour la culture du développement en Afrique », Science et Technique, Revue burkinabè de la recherche, Série Lettres, Sciences sociales et humaines, vol. 33, no 2,‎ juillet-décembre 2017, p. 161-171 (ISSN 1011-6028)
- « L’immigration de la jeunesse africaine et la question de la dignité humaine », Le faso.net,‎ 3 novembre 2017 (lire en ligne)